# Pontifícia Universidade Católica de Minas Gerais
A Pontifícia Universidade Católica de Minas Gerais (PUC Minas) é uma instituição de ensino superior, privada e católica brasileira situada em Belo Horizonte, capital do estado de Minas Gerais. Fundada em 1958 sob nome de Universidade Católica de Minas Gerais e o comando de Dom João Resende Costa, a PUC Minas é a maior universidade católica do mundo, reconhecida pela Congregação para Educação do Vaticano, a maior universidade do estado de Minas Gerais, com cerca de 90 mil pessoas alunos e uma das mais reconhecidas Instituições de Ensino Superior brasileiras,  tendo, ao longo de sua existência, acumulado diversos prêmios.
A PUC Minas entrou para o ranking das melhores universidades do mundo: o Times Higher Education a PUC Minas é a única instituição privada de Minas Gerais a fazer parte do ranking, que conta com outras cinco universidades mineiras. Também presente no ranking das melhores universidades da América Latina da QS World University Rankings, a PUC Minas é considerada pelo Ranking Universitário Folha como a 4ª melhor empregabilidade do país. Segundo essa estrutura multicampi que reúne aproximadamente uma centena de prédios, laboratórios, bibliotecas, museus, salas multimídia, teatros, auditórios, hospitais veterinários, clínicas de fisioterapia, de odontologia e de psicologia, produtora audiovisual e outros equipamentos faz com que ela se mantenha como líder em estrangeiros matriculados como alunos no estado de Minas Gerais.
Com cerca de 90 mil alunos matriculados, em 121 cursos de graduação, 259 cursos pós-graduação lato sensu e 29 cursos de pós-graduação stricto sensu, ministrados por 1.464 professores e sustentados por uma infraestrutura técnica e administrativa que reúne mais de 2.500 funcionários, a PUC Minas é atualmente tida como uma das 10 melhores universidades privadas do Brasil, muitas vezes sendo escolhida como a melhor.

## História

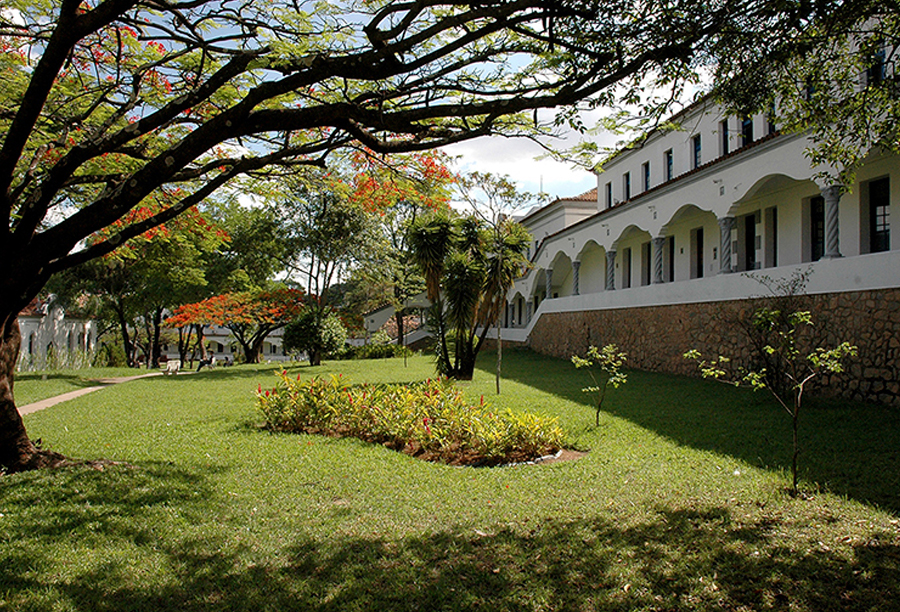
Pátio interno da PUC Minas, com vista para a Faculdade Mineira de Direito

Tombado pelo Patrimônio Histórico e Cultural do Município, o rico conjunto arquitetônico do antigo seminário, no bairro Coração Eucarístico, emoldurado por jardins, é o portal de entrada da PUC Minas.
Em 1926, a antiga Fazenda da Gameleira cedia lugar ao Seminário Coração Eucarístico. Durante mais de 30 anos, as instalações foram utilizadas exclusivamente para a formação religiosa. Em 1958, Dom Cabral e um pequeno grupo de professores criaram a Universidade Católica de Minas Gerais, trazendo cursos de formação para professores e oferecendo à juventude que deixava os colégios da capital, a maioria religiosos, uma opção de universidade comprometida com os valores cristãos e os ideais de liberdade democrática e de justiça social: o seminário se uniu à Faculdade Mineira de Direito (então sediada no atual Núcleo da Praça da Liberdade), à Faculdade de Filosofia, Ciências e Letras Santa Maria (então sediada no Palacete Dantas), à Escola de Enfermagem Hugo Werneck, à Faculdade de Ciências Médicas, à Escola de Educação Física e à Escola de Serviço Social para formar a chamada Universidade Católica de Minas Gerais.
A então nova universidade nasceu com muitas unidades, dentre elas o Campus Coração Eucarístico. Em 12 de fevereiro de 1969, como extensão da Faculdade de Filosofia, Ciências e Letras Santa Maria, da Pontifícia Universidade Católica de Minas Gerais, surge o atual Faculdade de Filosofia de Mariana (FAFIM), que foi incorporada à UFOP em 1979. Outro campus viria em 1976 com a doação da antiga Universidade do Trabalho, sediada em Coronel Fabriciano, à Sociedade Mineira de Cultura. O status de pontifício foi conferido pelo Vaticano em 1983.

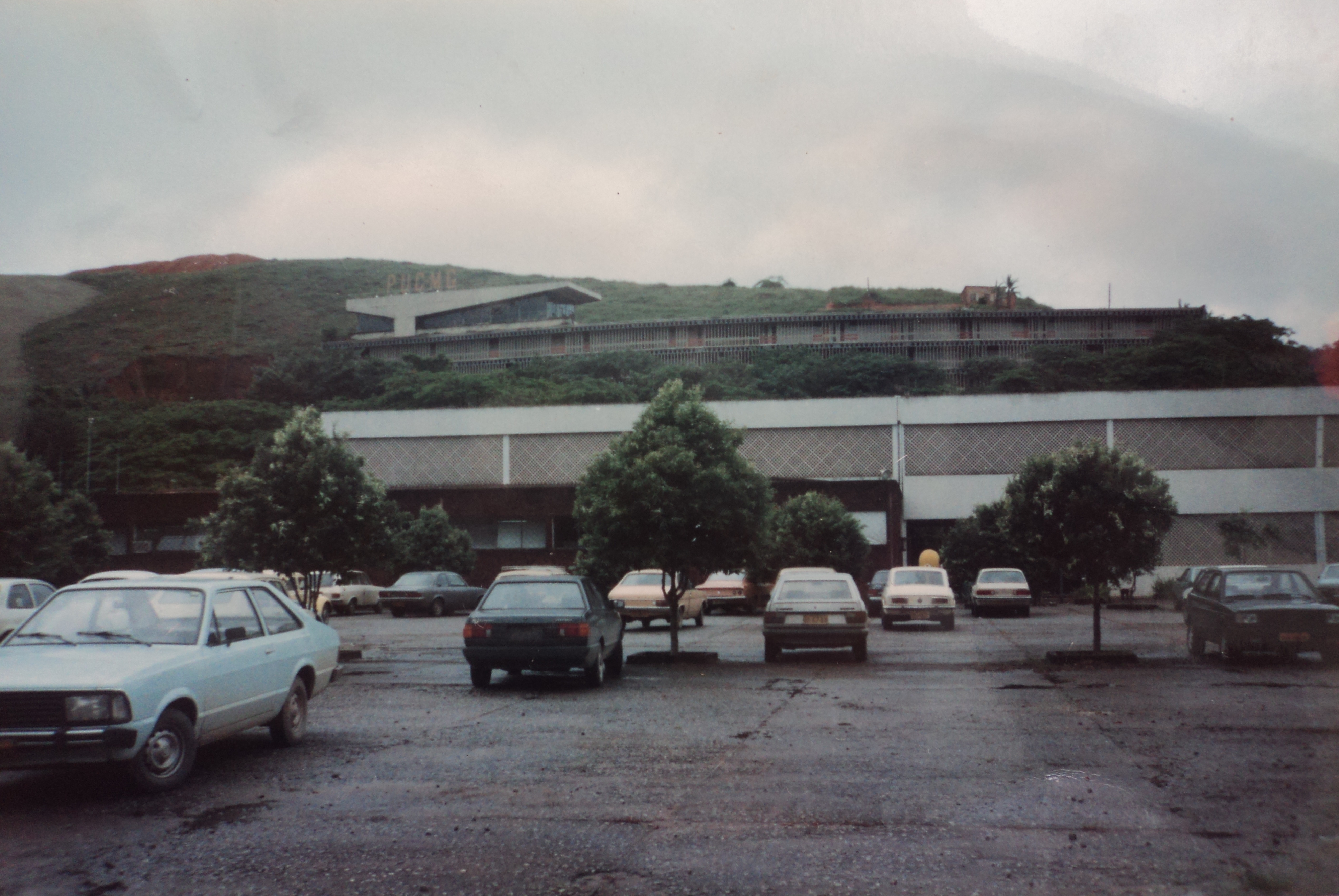
O UNILESTE na década de 1990

Em outubro de 1990, em virtude do Governo Collor, e da crise gerada pela hiperinflação, situação que assolava todo o país nessa virada de década e que levou a uma significativa redução na quantidade de estudantes, a Sociedade Mineira de Cultura (SMC), mantenedora da PUC-MG, informou à comunidade escolar seu propósito de encerrar as atividades do Campus II, em Coronel Fabriciano. Tal decisão gerou um movimento contrário ao fechamento, que contou com apoio de lideranças políticas e religiosas regionais. Para defender seus interesses, constituiu uma Comissão de Negociação, o que propiciou a transferência do patrimônio do campus II da PUC-MG à comunidade do Vale do Aço, restituindo o Colégio Técnico de Coronel Fabriciano e os cursos de graduação, época em que foi criado o Instituto Católico de Minas Gerais (ICMG) foi assumido por órgão vinculado à Diocese de Itabira-Fabriciano, sob a direção de Dom Lélis Lara, e se transformaria no Instituto Católico de Minas Gerais (ICMG), atual UNILESTE. No mesmo ano de 1990, com a finalidade de atrair mais alunos, surge o Campus Contagem.
Em 1995, as atividades no Campus Betim foram iniciadas e, em 1997, foi inaugurado o Campus Poços de Caldas. Em 2003 foi criado o Campus Serro e em 2005, teve lugar, ainda, a inauguração do Campus Guanhães. Em 2014, a Faculdade Católica de Uberlândia passou a ser administrada pela Sociedade Mineira de Cultura, e depois se tornou o Campus Uberlândia da PUC Minas.
Pioneira, a PUC Minas criou um Laboratório de Estudos Climatológicos, em outubro de 2003, em parceria com a CEMIG, realizando a instalação de uma rede de pluviômetros e de uma estação automática. O Centro de Excelência em Climatologia, fundado como MG Tempo e posteriormente chamado de TempoClima, foi criado com foco no campo da pesquisa, especialmente para a previsão do tempo com três dias de antecedência nos 853 municípios do estado. O laboratório funcionou até 2018 no Campus Contagem, realizando estudos e oferecendo serviços no setor de meteorologia, climatologia, geoprocessamento e hidrologia.

## Hoje

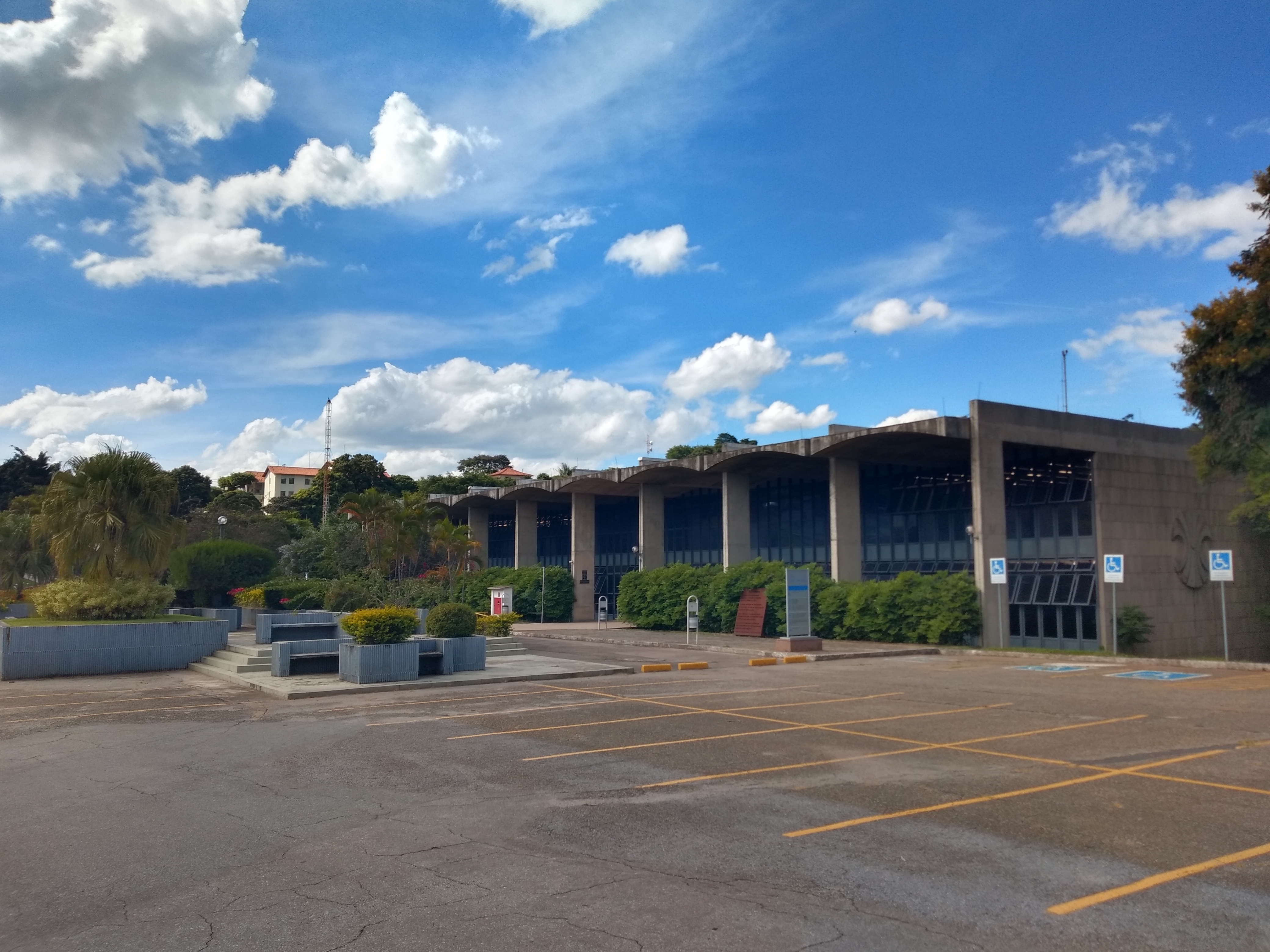
Biblioteca e estacionamento no campus Coração Eucarístico.

PUC Minas está presente em quatro endereços em Belo Horizonte, além de outras quatro cidades da Região Metropolitana e do interior do estado: Betim, Contagem, Poços de Caldas, Uberlândia e Serro. Na capital mineira, a maior e mais antiga sede é o campus Coração Eucarístico, e os demais Campi estão no Barreiro, no São Gabriel e Lourdes.
O traço comum de sua atuação, em todas as áreas, é a preocupação com o avanço da ciência e do conhecimento e a sintonia que busca manter com os anseios da sociedade moderna e democrática.
Fazem parte dessa postura os programas de educação continuada e a atuação em campos como assistência judiciária gratuita, atendimento à saúde e desenvolvimento de projetos voltados para os setores mais carentes da sociedade, com o envolvimento de seus professores e alunos, de forma a garantir altos padrões de qualidade.
A partir do segundo semestre de 2012, o Campus Betim começou a ministrar o curso de Medicina na cidade, sendo que tal curso recebeu nota máxima mediante avaliação do Ministério da Educação.
A PUC Minas também oferece cursos de graduação e graduação tecnológica em formato EAD, através da PUC Minas Virtual, lançada em 1999. Hoje, são mais de 20 mil alunos matriculados na modalidade de ensino à distância.

## Assuntos acadêmicos

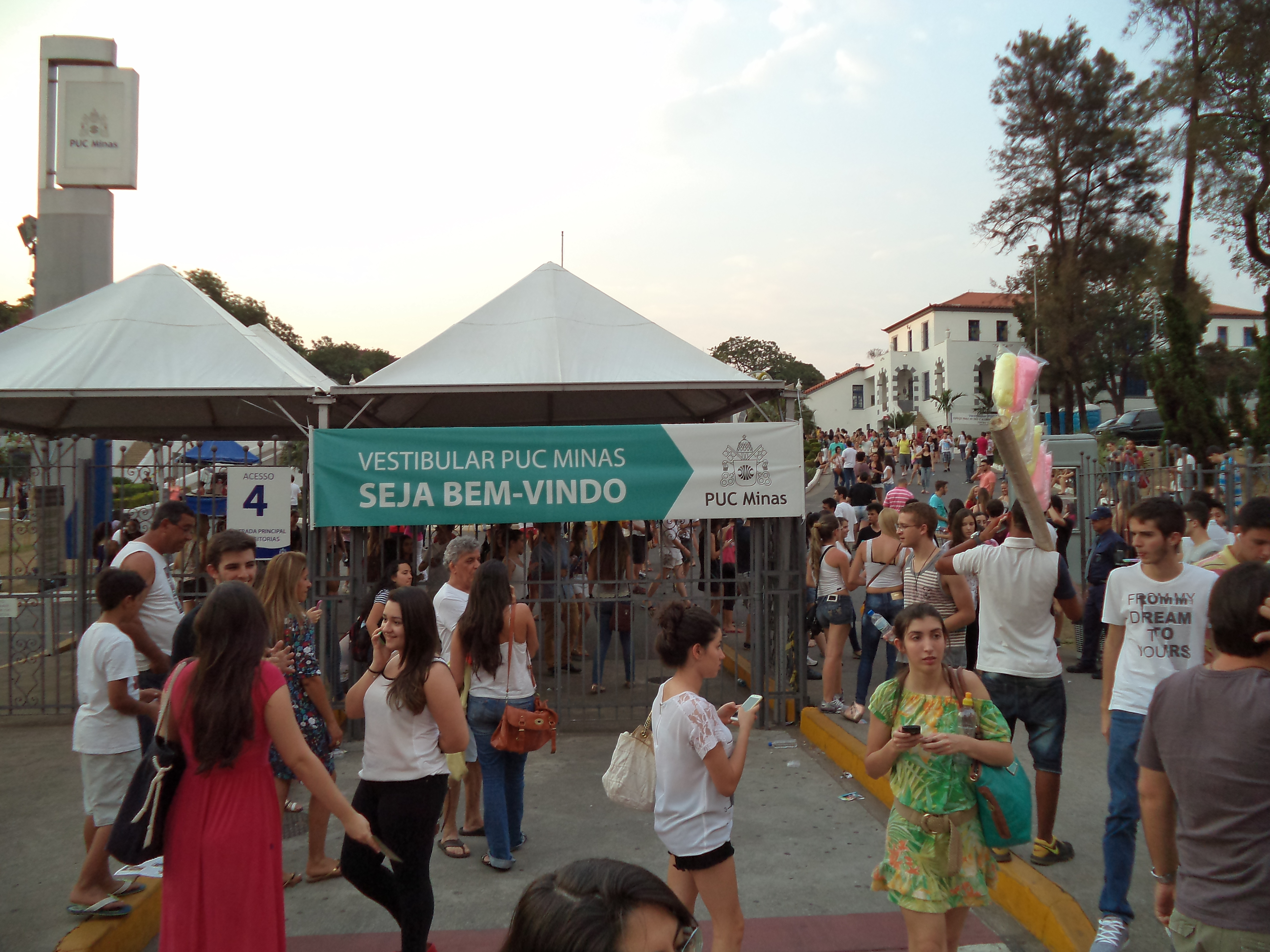
Entrada do campus Coração Eucarístico durante o exame vestibular em 2014.

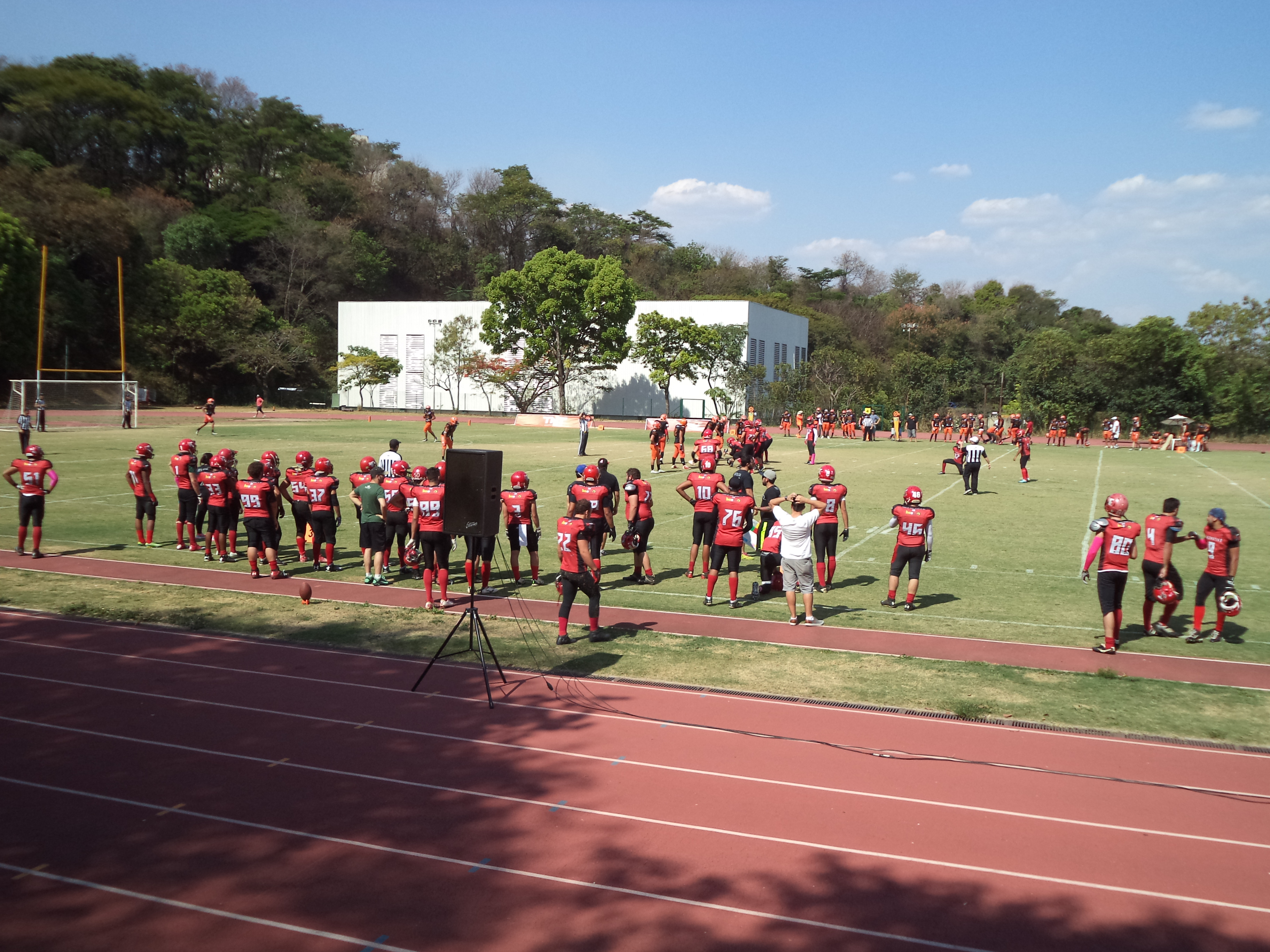
Jogo de futebol americano dentro do campus Coração Eucarístivo.

### Reputação e classificação
Presente no ranking das melhores universidades da América Latina da QS World University Rankings, a PUC Minas é composta por uma estrutura multicampi, que reúne uma centena de prédios, laboratórios, bibliotecas, museus, salas multimídia, teatros, auditórios, hospitais veterinários, clínicas de Fisioterapia, de Odontologia e de Psicologia, produtora audiovisual e outros equipamentos, o que faz com que ela se mantenha como líder no estado.
A PUC Minas entrou para o ranking das melhores universidades do mundo: o Times Higher Education. A PUC Minas é agora a única instituição privada de Minas Gerais a fazer parte do ranking, que conta com outras cinco universidades mineiras. Ao todo, o Brasil conta com 46 universidades listadas, sendo o sétimo país mais representado. Para classificação são utilizados como indicadores de desempenho das universidades o ensino, a pesquisa, as citações de publicações científicas, a visão internacional e a transferência de conhecimento.
Reconhecida como uma das melhores instituições brasileiras no ensino superior, a PUC Minas investiu e expandiu nos últimos anos suas atividades em pesquisa, pós-graduação e extensão, com a criação de cursos de Mestrado e de Doutorado, maior interação com o setor produtivo e científico e o estreitamento de relações com a sociedade, com ênfase nos projetos de inclusão social e de redução das diferenças.
Foi em 2006 que PUC Minas foi classificada pela primeira vez como a melhor universidade particular do Brasil pelo Guia do Estudante anual, e desde então repetiu tal façanha por outras 6 vezes. Recentemente seus cursos de Ciências Contábeis, Relações Internacionais e Tecnologia da Informação receberam a classificação mais alta, cinco estrelas, pela mesma instituição.
Em 2011, um aluno da instituição foi premiado com a melhor monografia de um aluno oriundo de uma instituição particular no país. “Os trabalhos constituem um relevante recorte sobre o que está sendo feito na academia em prol da prosperidade de segmentos e grupos sociais que vivem no campo”, apontou o sociólogo Luiz André Soares, que compôs a banca avaliadora.

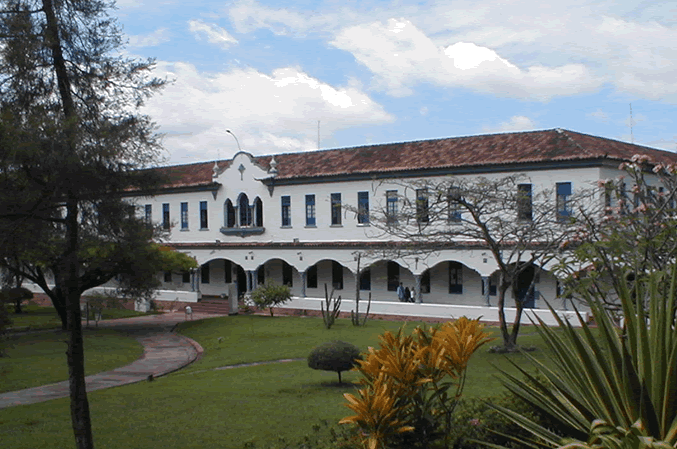
Pátio interno da PUC Minas no Campus Coração Eucarístico, com vista para o Centro de Registros Acadêmicos (CRA)

### Museu de Ciências Naturais

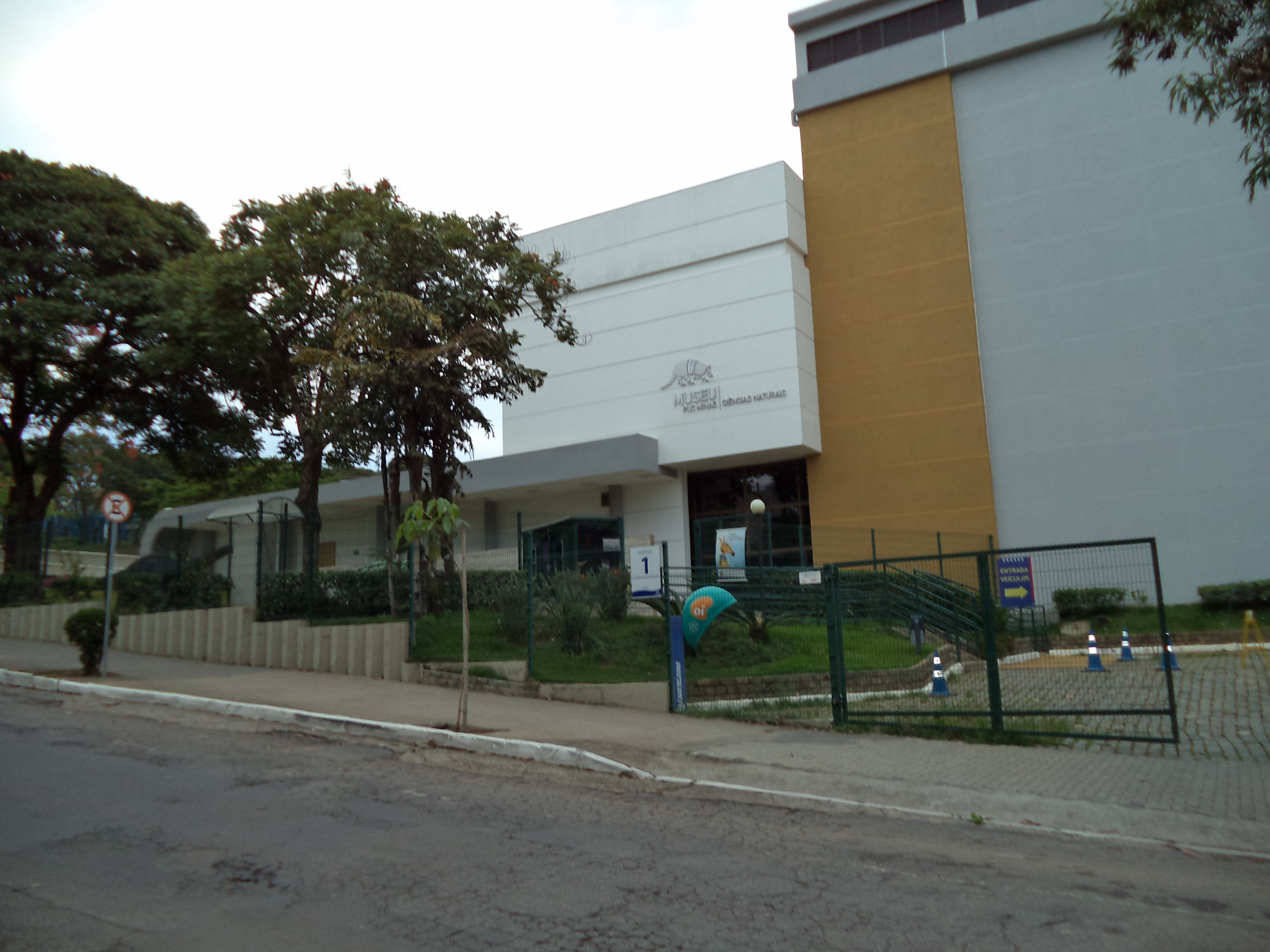
Entrada do Museu de Ciências Naturais da PUC Minas.

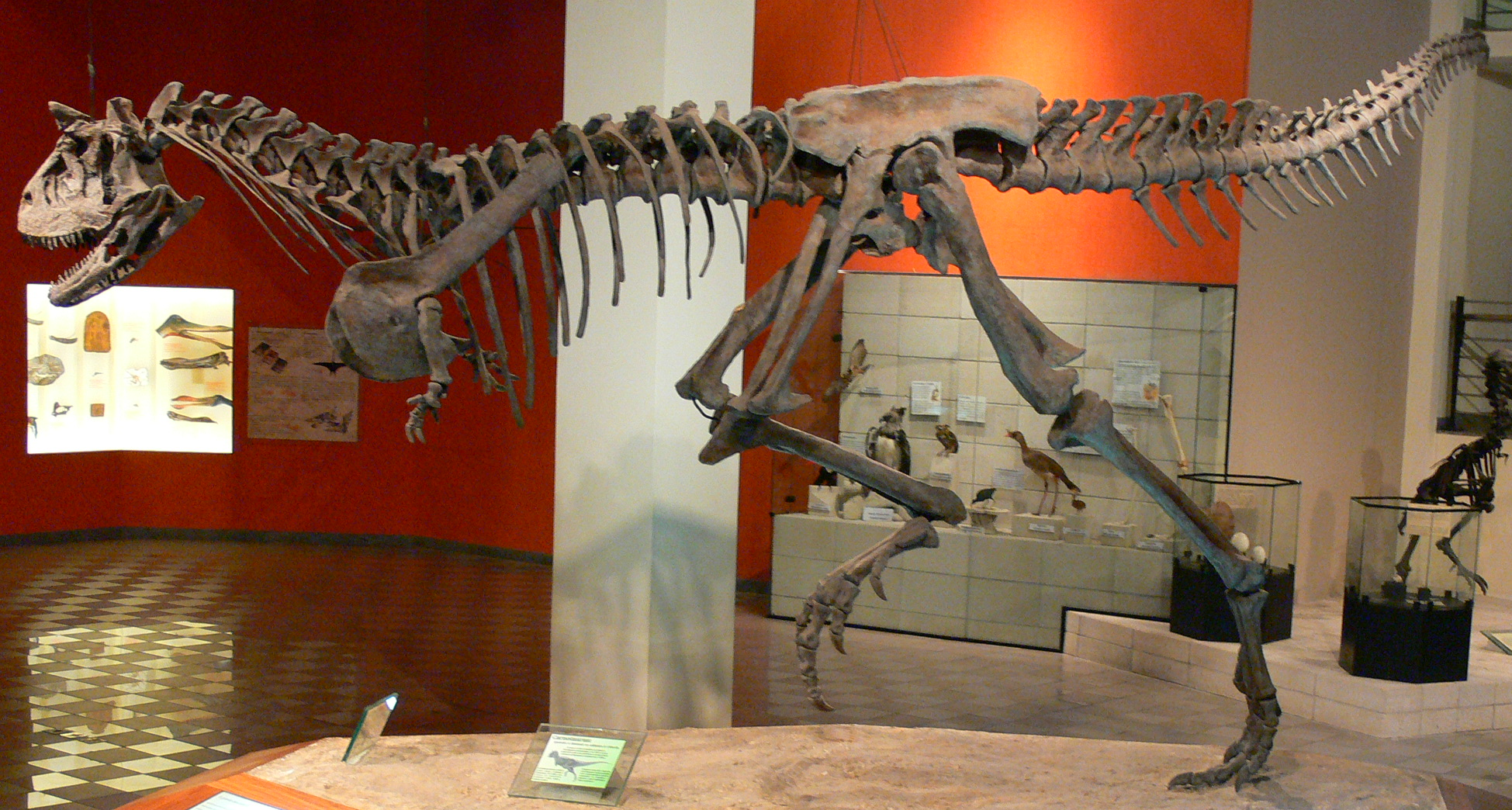
Fotografia da exposição Era dos Répteis do Museu de Ciências Naturais da PUC Minas

O Museu de Ciências Naturais da PUC Minas é um museu brasileiro de ciências naturais, que, por meio de exposições, educação e pesquisa, preserva o patrimônio natural, histórico e cultural do Brasil.
Possui coleções da fauna brasileira atual de mamíferos, aves, répteis e anfíbios, principalmente de espécies do cerrado. Desenvolve pesquisas nas áreas de paleontologia, zoologia e conservação da natureza.
O Museu conta com um Jardim de Borboletas, que é um local onde se encontram várias atrações para as borboletas, onde podem se abrigar e alimentar em todos os estágios de sua vida. Funciona também como uma ferramenta de educação ambiental para a conscientização da importância de se preservar a biodiversidade. Algumas das plantas que o Jardim possui e que fornecem néctar para as borboletas são o agerato, beijinho, bico de papagaio, camará, cosmos, duranta, flor de maio, sálvia de jardim, zínia, entre outras. As plantas hospedeiras de lagartas são o manacá de cheiro, cássias, jurubeba, maracujá, papo de peru, tanchagem, sanquésia, etc.
São oferecidas visitas monitoradas para grupos organizados, principalmente para crianças. As visitas são acompanhadas por educadores não-formais, que são universitários das áreas de Ciências Biológicas, História, Filosofia e Pedagogia. Os educadores são capacitados e ensinam o conteúdo das exposições esclarecendo quaisquer dúvidas a respeito do acervo do Museu.
Durante as férias de julho e janeiro o Museu de Ciências Naturais da PUC Minas oferece atividades de lazer educativo para crianças e adolescentes, que participam de atividades diferenciadas, relacionadas ao trabalho dos biólogos. São pacotes com duração de três horas que incluem oficinas, jogos educativos, visitas guiadas e lanche.

### Sistema Integrado de Bibliotecas PUC Minas
A Biblioteca da PUC Minas possui o maior acervo do estado de Minas Gerais e o maior do Brasil entre as instituições privadas. Atualmente são mais de 900 mil títulos das mais variadas áreas, além de oferecer acesso via web a mais de 16.000 e-books, ao Portal da CAPES com 38 mil títulos de periódicos eletrônicos e a 134 bases de dados. Somente no campus Coração Eucarístico são aproximadamente 420 mil livros e 10 mil teses. Até julho de 2017, contava com mais de 54 mil usuários inscritos.
A Biblioteca da PUC Minas teve sua origem em 1963, com a fundação da Biblioteca da Faculdade de Filosofia, Ciências e Letras Santa Maria, à qual posteriormente foram incorporados os livros da Biblioteca da Faculdade Mineira de Direito. A centralização só veio a se concretizar, de fato, em 1981, com a inauguração do prédio onde a Biblioteca da PUC Minas se encontra atualmente, constituindo-se num marco onde todos os esforços se voltaram para um atendimento mais racional e compatível com o crescimento das consultas e empréstimos.
O Sistema Integrado de Bibliotecas PUC Minas (SIB PUC Minas) é composto por 14 bibliotecas distribuídas nos campi, unidades e polos de ensino à distância da Universidade. Todas dispõem de auditório equipado com recursos multimídia.

### Centro de Memória e de Pesquisa Histórica
O acervo do Centro de Memória e de Pesquisa Histórica da PUC Minas é composto por documentos textuais, iconográficos, cartográficos e audiovisuais, datando do ano de 1942, até os dias atuais. Há ainda acervos privados como o do DCE da PUC Minas e dos professores Arduíno Bolívar, João Camilo de Oliveira Torres e padre Alberto Antoniazzi. Os inventários dos fundos estão disponíveis pela internet e as consultas aos documentos são realizadas nas dependências do CMPH e devem ser agendadas previamente.

### E-motion Audiovisual
A PUC Minas conta ainda com uma produtora audiovisual, a E-motion Audiovisual, criada em agosto de 2018 em substituição à PUC TV Minas. A E-motion é um espaço de experimentação para os alunos da Faculdade de Comunicação e Artes e está ligada à Secretaria de Comunicação da PUC Minas. Sua estrutura é dividida em três núcleos (institucional, experimentação e PUC Virtual) que são responsáveis pela produção de vídeos institucionais para eventos da Universidade, vídeos comemorativos, quadros educativos sobre os projetos de pesquisa e extensão (Janelas, Saber Pra Quê?, Hipótese) e também gravação de videoaulas para cursos da PUC Minas Virtual.
A E-motion Audiovisual também é parceira do Canal Futura, assim como a antiga PUC TV Minas, e realiza projetos conjuntos com o canal, que exibe as produções da PUC Minas em âmbito nacional. A produtora também tem alguns dos seus trabalhos exibidos na faixa Espaço Universitário, da Rede Minas, por meio de contrato de cessão para exibição de vídeos produzidos por universidades mineiras.
A produtora também é responsável pela realização de eventos, como o 60.0 Festival do Vídeo-Minuto, que teve sua primeira edição realizada em 2019. Em outubro de 2020, a E-motion lançou a Mostra E-motion de Vídeos Autorais, com participação dos alunos da FCA.

### PUC Carreiras
Em novembro de 2019, a Pró-reitoria de Graduação da Universidade inaugurou uma Diretoria de Carreiras, a PUC Carreiras, voltada para o desenvolvimento de carreira e empregabilidade dos alunos e egressos da PUC Minas.
A PUC Carreiras substitui a antiga Coordenação de Estágio Integrado, realizando as mesmas atividades de gestão e formalização dos contratos de estágio obrigatório, estágio não obrigatório e monitoria, com o acréscimo da oferta dos serviços de carreira, realização de eventos e palestras, plataforma de carreiras com banco de currículos e serviço de vagas, entre outros.
Em 2024, o projeto da Central de Carreiras foi premiado com o 1º lugar na categoria Educação Inovadora - Ensino Superior do Prêmio IEL de Talentos nas etapas regionais de Minas Gerais e de Pernambuco. Posteriormente, recebeu o 2º lugar na mesma categoria na etapa nacional do prêmio, em cerimônia realizada em Fortaleza/CE.

## Mantenedora
A Sociedade Mineira de Cultura é uma instituição da Arquidiocese de Belo Horizonte, presidida por Dom Walmor Oliveira de Azevedo, e é a entidade mantenedora da Pontifícia Universidade Católica de Minas Gerais e do Colégio Santa Maria Minas.

## Parcerias com universidades internacionais
A PUC Minas tem cerca de 150 convênios com instituições de ensino superior de outros países, oferecendo possibilidades de intercâmbio aos seus alunos, como com as instituições portuguesas Universidade de Coimbra, Universidade de Évora, Universidade do Porto e Universidade Católica Portuguesa.

## Cursos

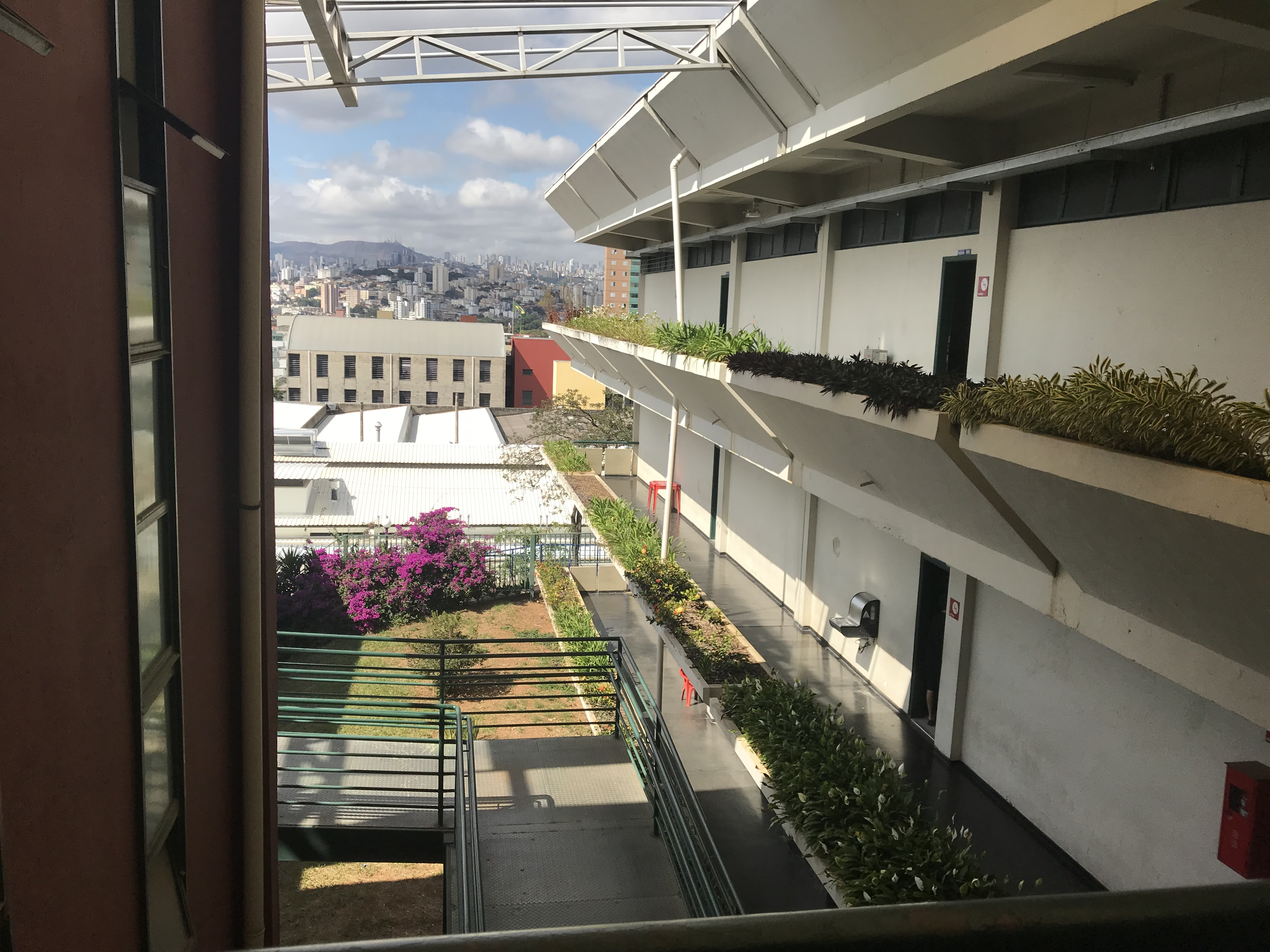
Vista de Belo Horizonte a partir do Instituto de Ciências Biológicas e da Saúde da PUC Minas.

Oferece cursos de graduação (bacharelado e licenciatura), e graduação a distância através da PUC Minas Virtual, Diretoria de Ensino a Distância da PUC Minas que oferece os cursos desde 1999.

### Graduação tecnológica
Os Cursos Superiores de Tecnologia são cursos de nível superior com duração média de 2 anos e meio, abrangendo os diversos setores da economia, abertos a candidatos com o ensino médio ou equivalente concluído.
Os cursos enquadram-se no segmento da educação profissional de nível tecnológico, são regulamentados pelo Conselho Nacional de Educação e avaliados e regulados pela Secretaria de Ensino Profissional e Tecnológico do Ministério da Educação. Segundo definição do MEC, tecnólogos são “profissionais graduados e com formação direcionada para aplicação, desenvolvimento e difusão de tecnologias, com formação em gestão de processos de produção de bens e serviços e capacidade empreendedora, em sintonia com o mundo do trabalho”.

### Mestrado e doutorado
Oferece ainda programas de Pós-graduação stricto sensu (Mestrado e Doutorado).

## Faculdades, departamentos, institutos e escolas
| Faculdades - Faculdade de Comunicação e Artes - Faculdade Mineira de Direito - Faculdade de Medicina - Faculdade de Psicologia | Institutos - Instituto de Ciências Biológicas e da Saúde - Instituto de Ciências Econômicas e Gerenciais - Instituto de Ciências Sociais - Instituto de Ciências Humanas - Instituto de Ciências Exatas e Informática - Instituto de Filosofia e Teologia Dom João Resende Costa - Instituto Politécnico | Departamentos - Departamento de Arquitetura e Urbanismo - Departamento de Ciências Sociais - Departamento de Física e Química - Departamento de Matemática e Estatística - Departamento de Relações Internacionais - Departamento de Serviço Social | Escolas - Escola de Teatro |

## Pessoas notáveis

### Alunos

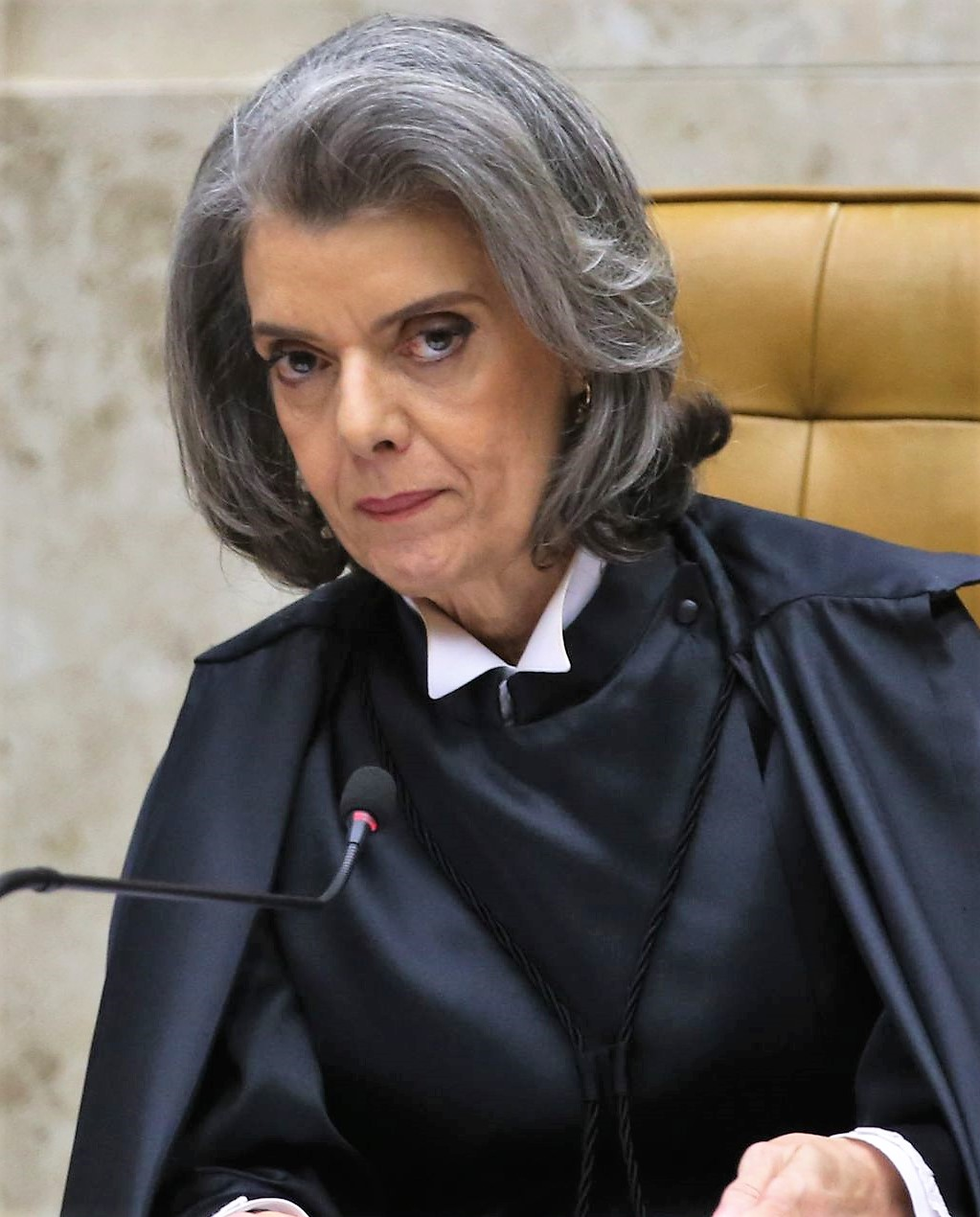
Cármen Lúcia, ministra do Supremo Tribunal Federal
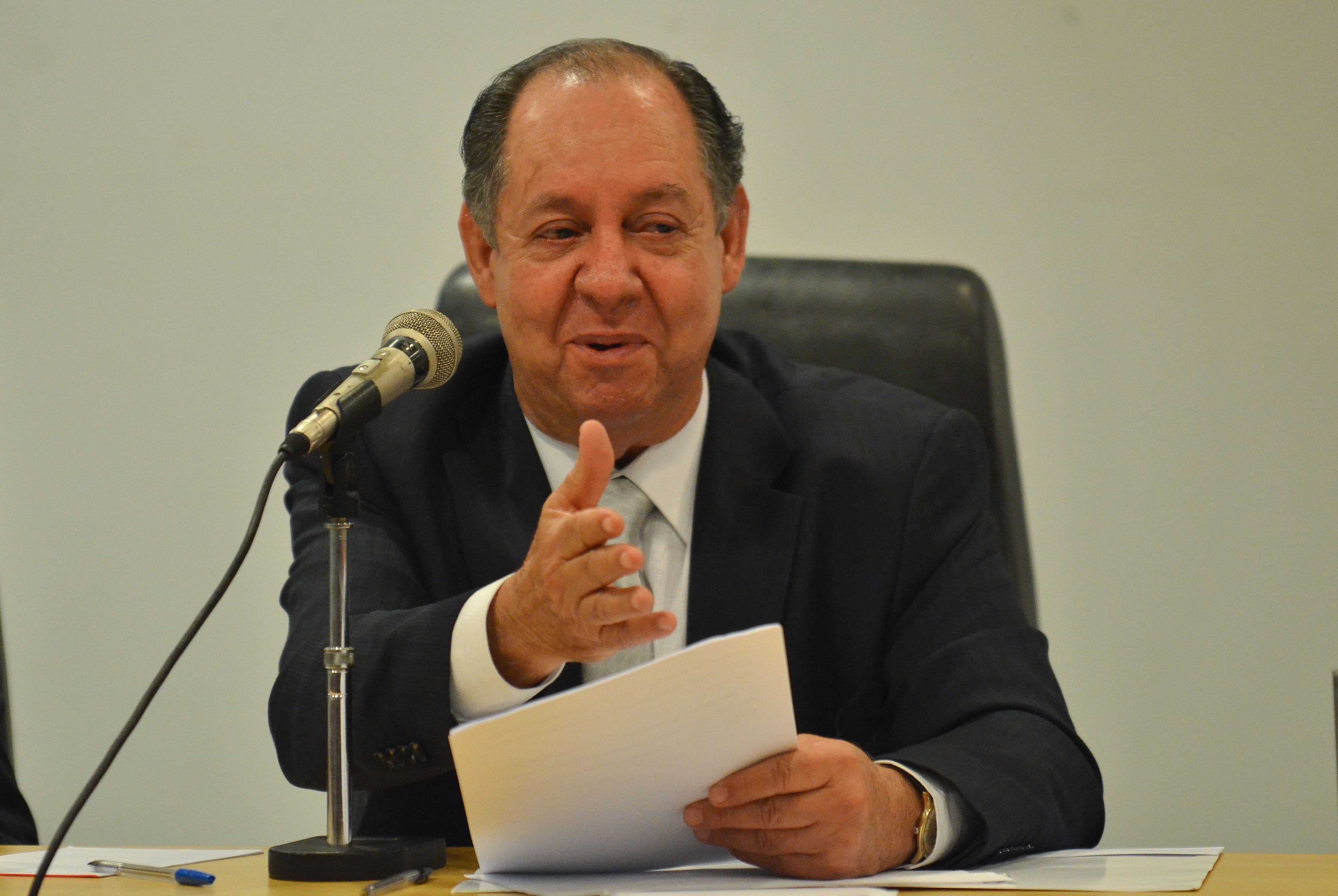
Clelio Campolina Diniz, ministro da Ciência e Tecnologia entre 2014 e 2015
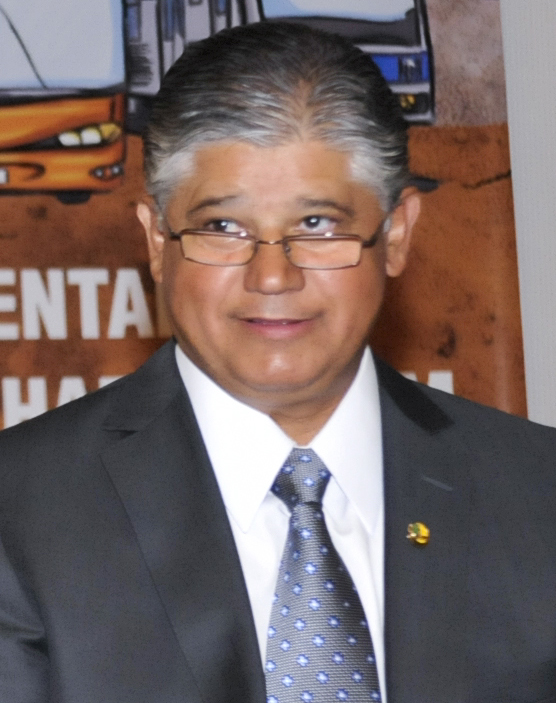
Clésio Andrade, fundador da Paraná Pesquisas
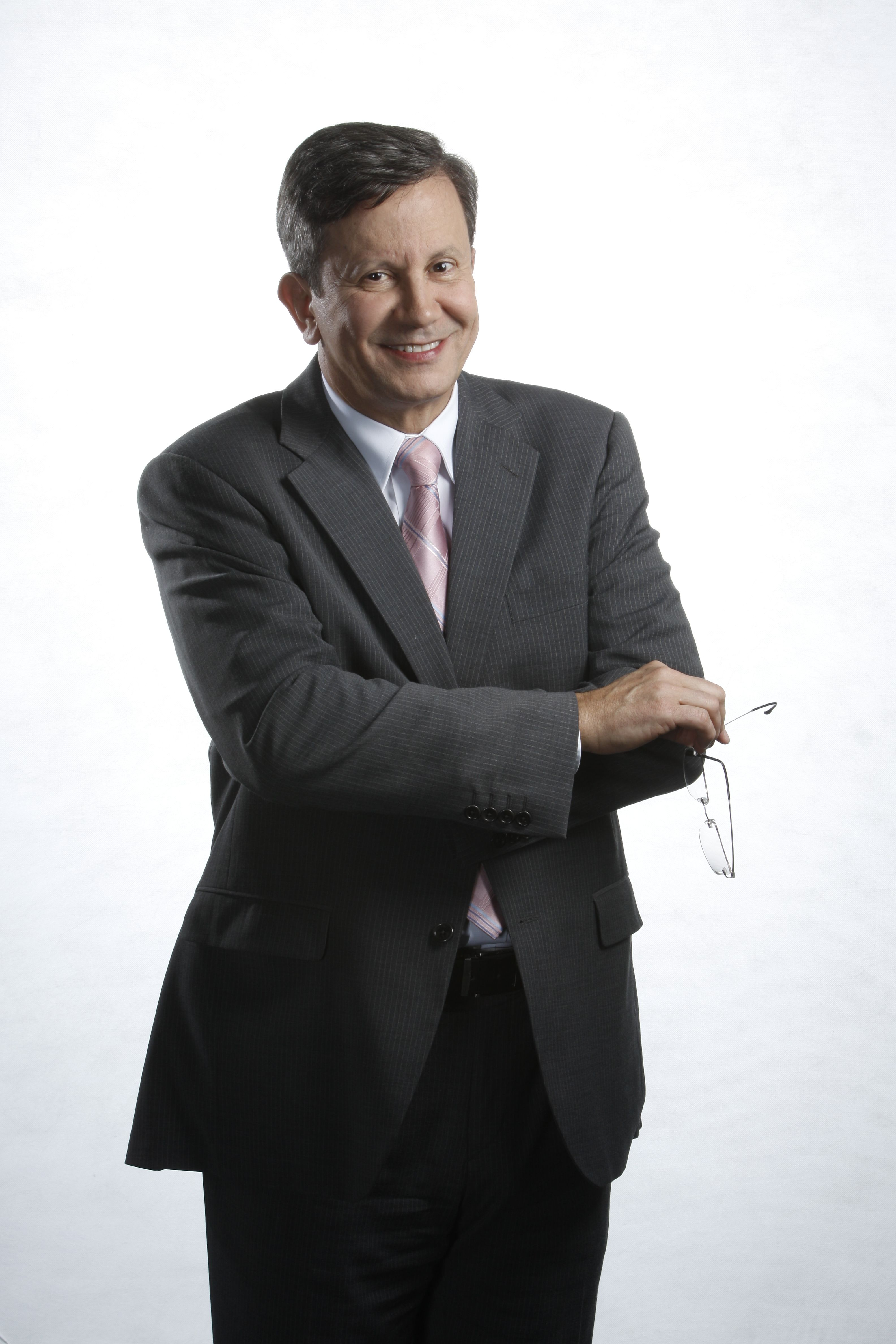
Elpídio Donizetti, desembargador e Jurista brasileiro
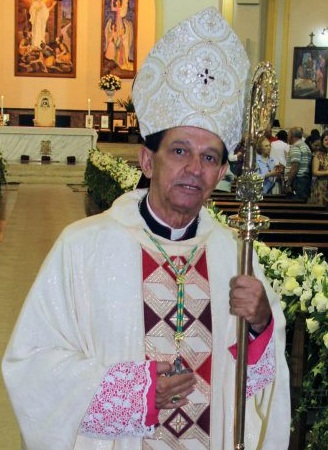
Dom Paulo Sérgio Machado, bispo emérito da Diocese de São Carlos
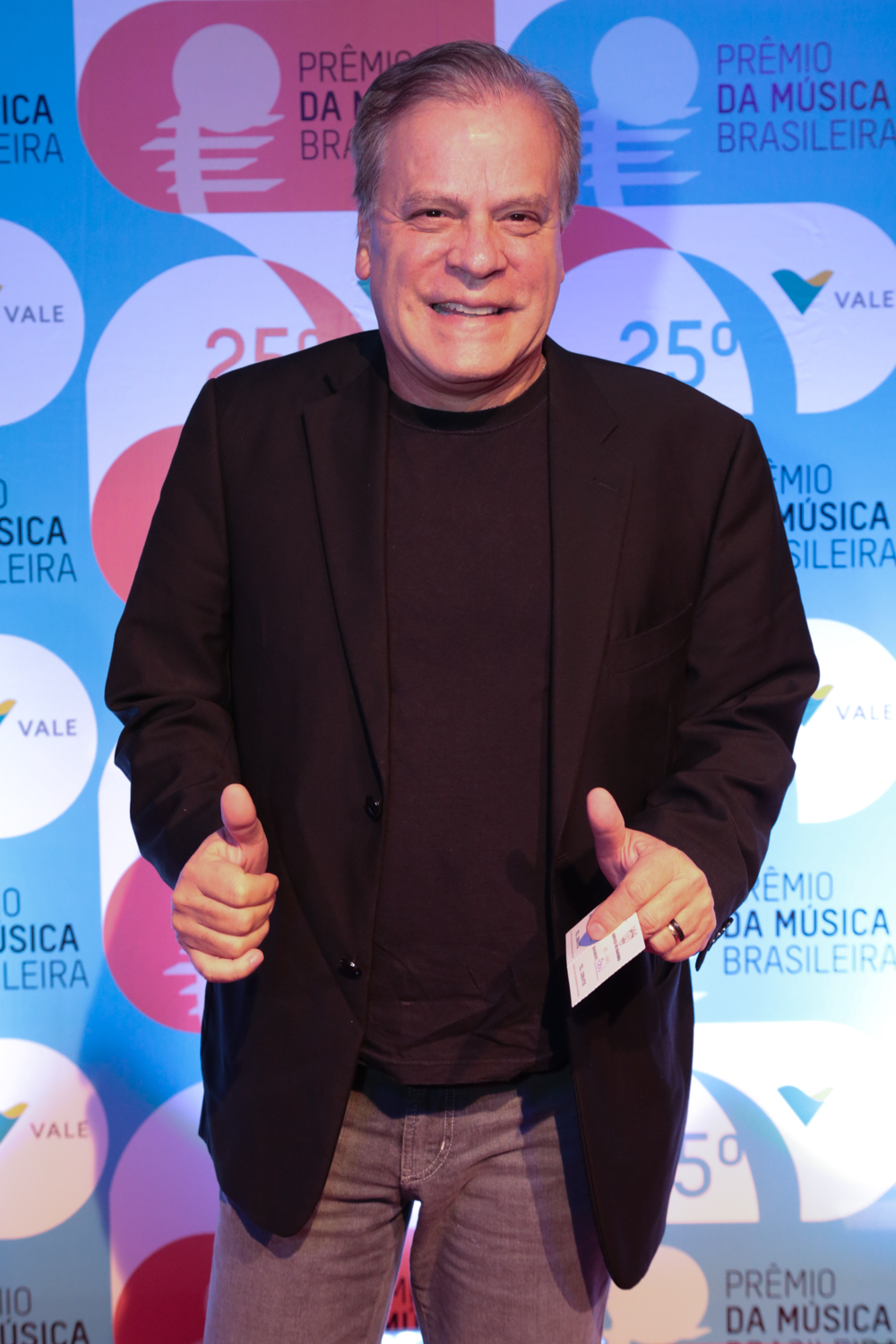
Chico Pinheiro, jornalista e ex-apresentador do Bom Dia Brasil
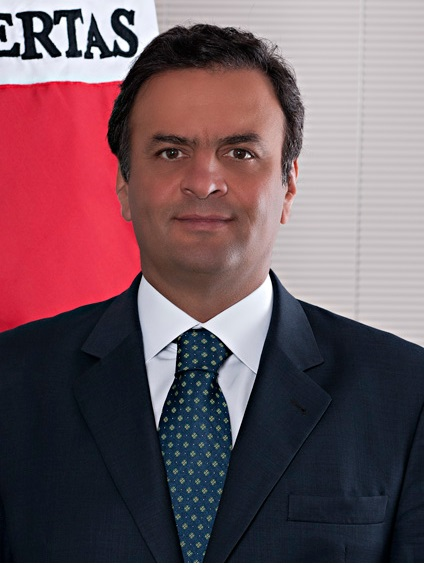
Aécio Neves, deputado e ex-Governador do Estado de Minas Gerais
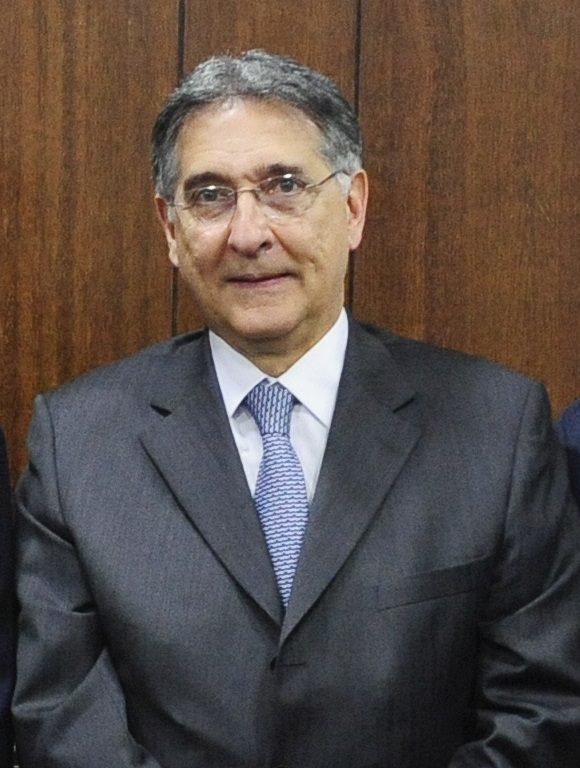
Fernando Pimentel, governador de Minas Gerais entre 2015 e 2018
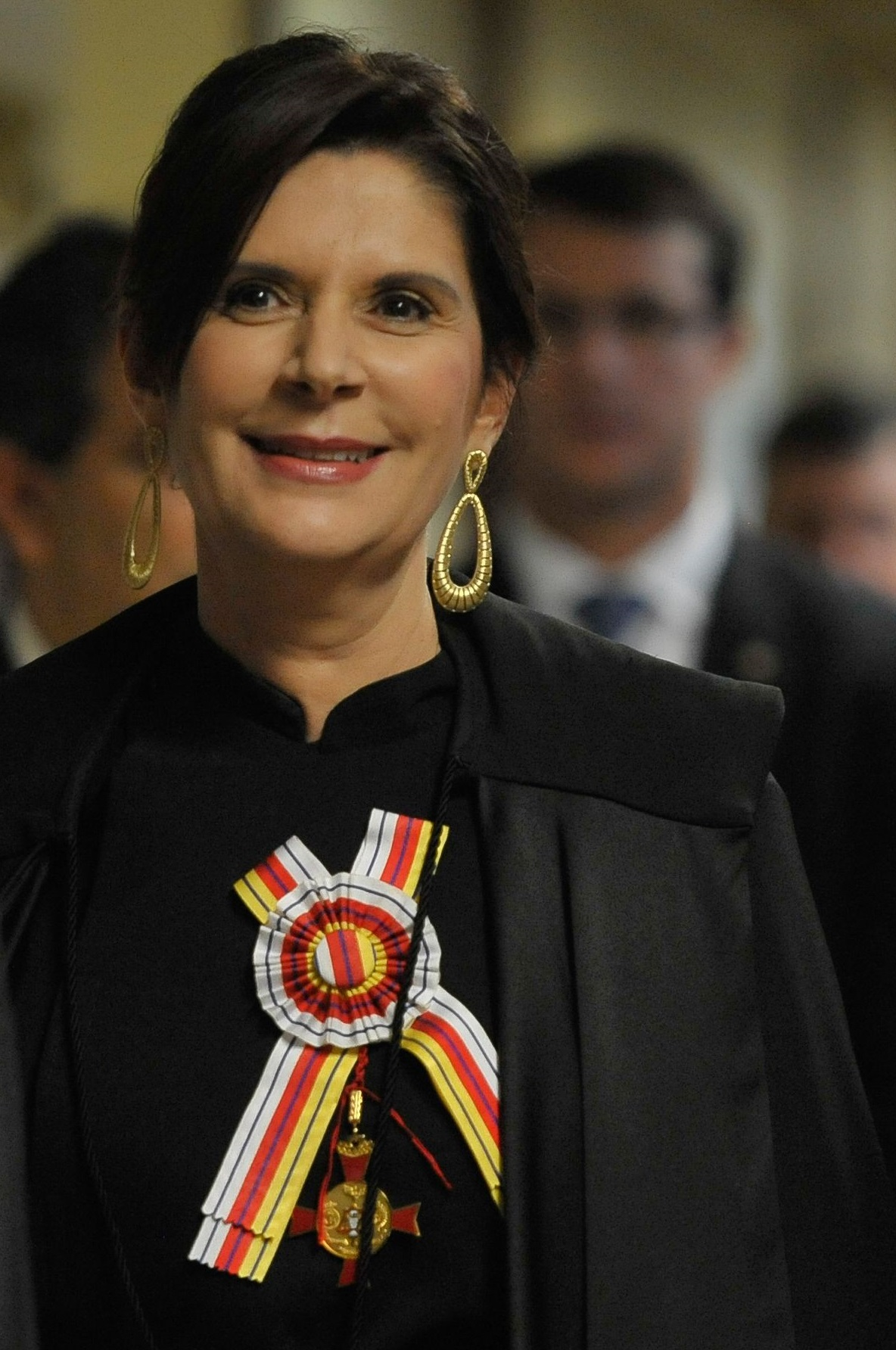
Maria Elizabeth Rocha, Ministra do Supremo Tribunal Militar
José Bonifácio Borges de Andrada, ex advogado geral da união[53]
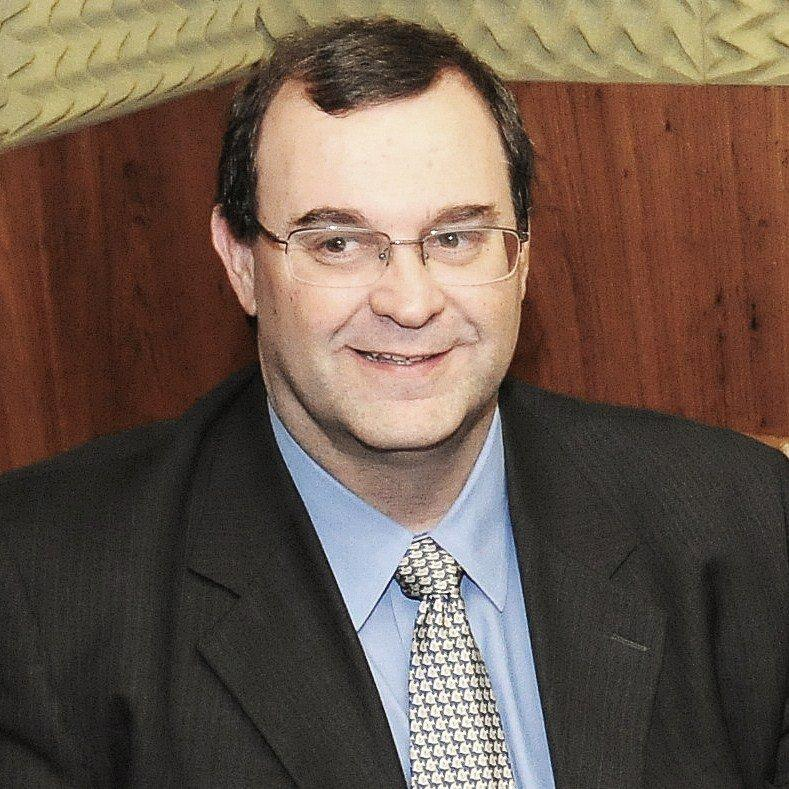
Sebastião Reis Júnior, ministro do Superior Tribunal de Justiça
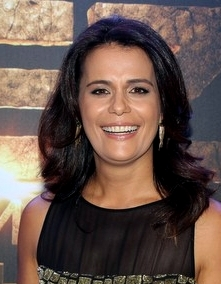
Adriana Araújo, jornalista e apresentadora da Band
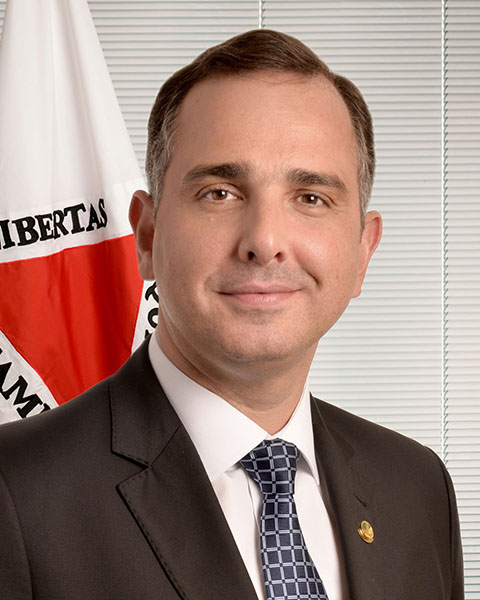
Rodrigo Pacheco, ex-presidente do Senado Federal do Brasil

### Docentes
- Cármen Lúcia Antunes Rocha[44]
- Carlos Mário da Silva Velloso[56]
- Carlos Fulgêncio da Cunha Peixoto[57]
- Ângela Vaz Leão[58]
- Patrus Ananias[59]